# Val-de-Bonnieure
Val-de-Bonnieure ist eine französische Gemeinde mit 1.339 Einwohnern (Stand: 1. Januar 2022) im Département Charente in der Region Nouvelle-Aquitaine. Sie gehört zum Arrondissement Confolens und zum Kanton Boixe-et-Manslois. 
Sie entstand als Commune nouvelle mit Wirkung vom 1. Januar 2018 durch die Zusammenlegung der früher eigenständigen Gemeinden Saint-Amant-de-Bonnieure, Saint-Angeau und Sainte-Colombe, die in der neuen Gemeinde den Status einer Commune déléguée haben. Der Verwaltungssitz befindet sich im Ort Saint-Angeau.

## Gliederung
| Ortsteil                       | ehemaliger INSEE-Code | Fläche (km²) | Einwohnerzahl zum 1. Januar 2017 |
| ------------------------------ | --------------------- | ------------ | -------------------------------- |
| Saint-Angeau (Verwaltungssitz) | 16300                 | 10,94        | 740                              |
| Saint-Amant-de-Bonnieure       | 16296                 | 10,67        | 363                              |
| Sainte-Colombe                 | 16309                 | 6,50         | 198                              |

## Geographie
Val-de-Bonnieure liegt etwa 22 Kilometer nordnordöstlich von Angoulême am Bonnieure. Umgeben wird Val-de-Bonnieure von den Nachbargemeinden Saint-Front im Norden, Saint-Mary im Osten, Les Pins im Südosten, La Rochette und Coulgens im Süden, Aussac-Vadalle im Südwesten, Nanclars im Westen und Südwesten sowie Saint-Ciers-sur-Bonnieure im Westen und Nordwesten.

## Sehenswürdigkeiten

### Saint-Angeau
- Kirche Saint-Michel

### Saint-Amant-de-Bonnieure
- Kirche Saint-Amant aus dem 12. Jahrhundert, Monument historique seit 1981

### Sainte-Colombe
- Kirche Sainte-Colombe aus dem 12. Jahrhundert, Monument historique seit 1973

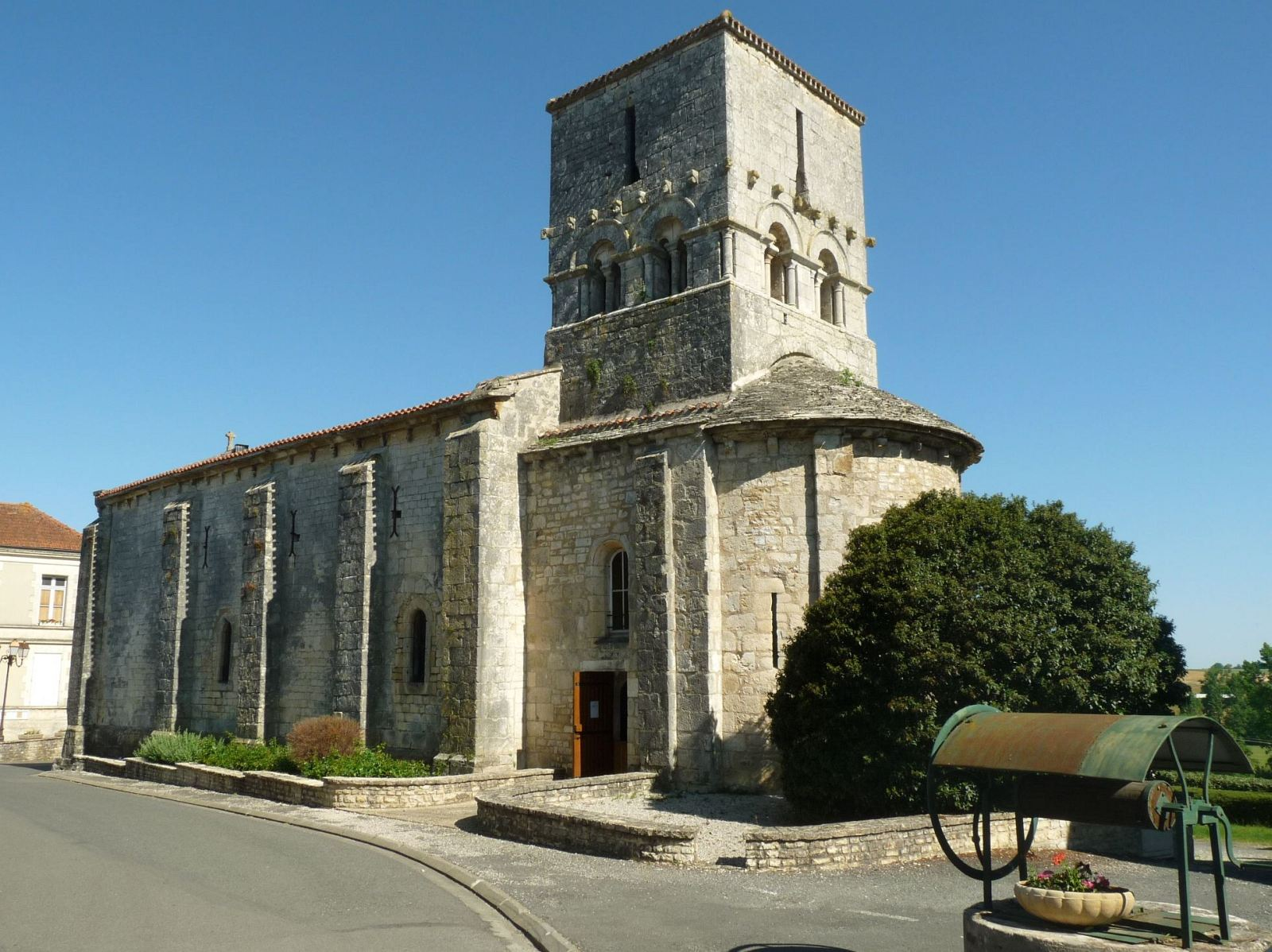
Kirche Saint-Michel
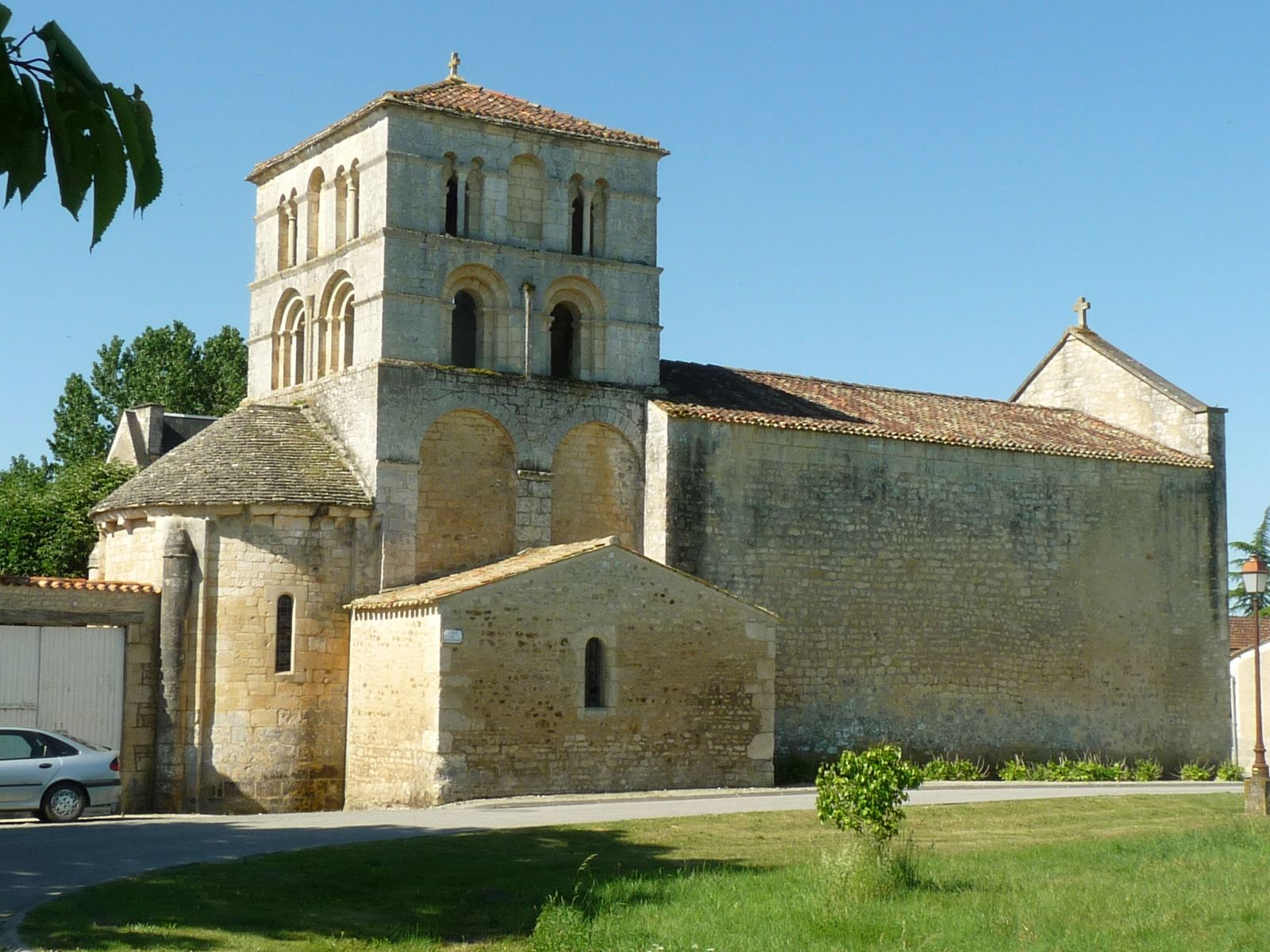
Kirche Saint-Amant
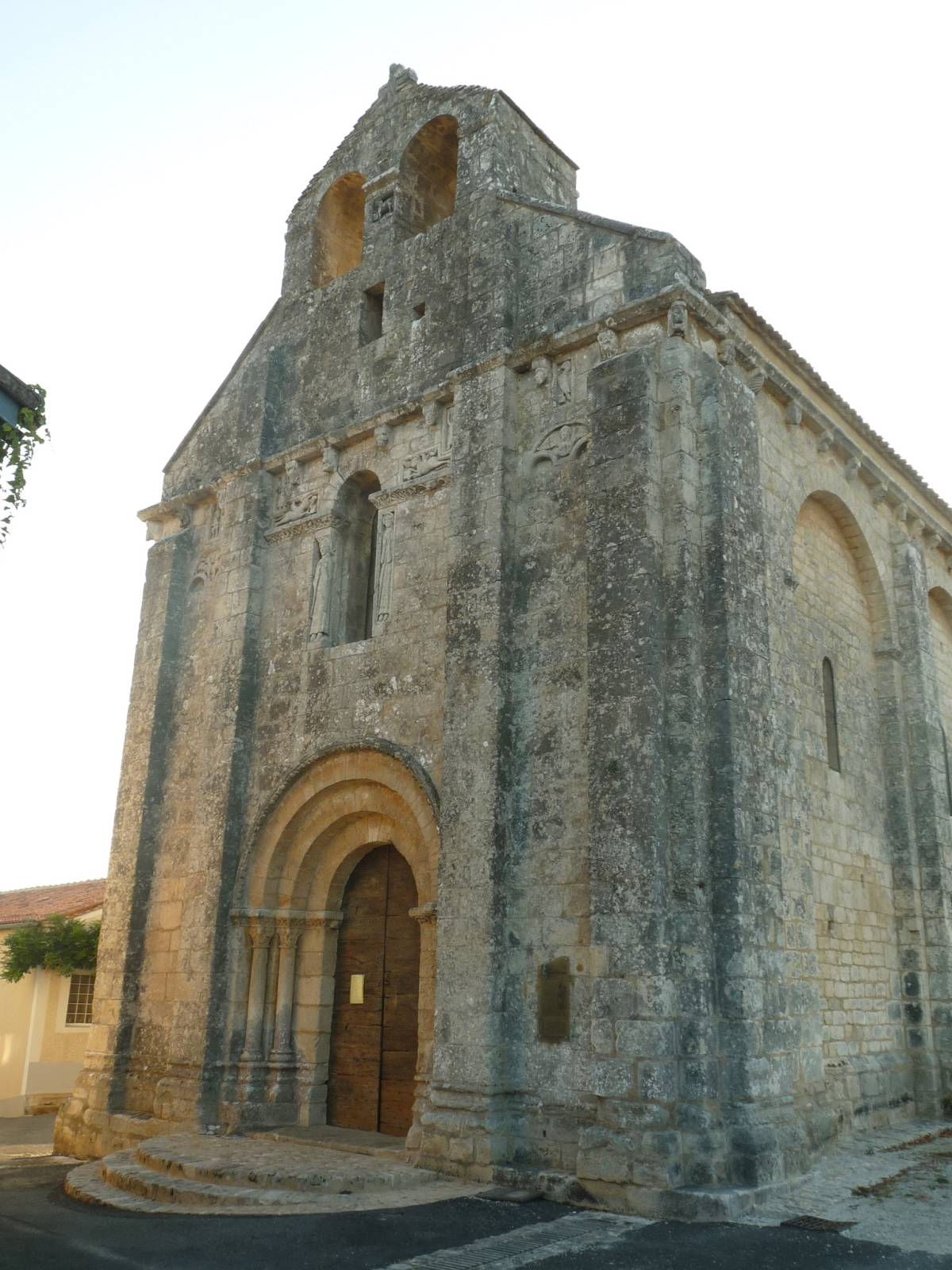
Kirche Sainte-Colombe